# Baht
Baht ou Bate (baht; plural em português: bahtes ou bates; representado pelo símbolo ฿) é a moeda da Tailândia. O valor do câmbio de 1 (um) dólar americano (em 10 de julho de 2020) é de aproximadamente 31 (trinta e um) bahtes, 1 (um) euro vale aproximadamente 35 (trinta e cinco) bahtes, enquanto 1 (um) real tem o valor de aproximadamente 6 (seis) bahtes.
A moeda de 10 (dez) bahtes é semelhante à moeda de 2 (dois) euros. Pode, por esse motivo, ser confundida com a mesma em transacções comerciais, apesar da grande diferença de valor em relação à moeda europeia.